# Lionello Tulissi
Lionello Tulissi (Udine, 28 agosto 1934 – Udine, 13 aprile 2007) è stato un calciatore italiano, di ruolo centrocampista.

## Carriera
Cresciuto nell'Olimpia Paderno, si trasferì dapprima al Latisana Ronchis e quindi alla Pro Gorizia con la quale, diciassettenne, debuttò in Serie C. Giocò in Serie A per due stagioni nella Triestina.

## Palmarès

### Club

#### Competizioni nazionali
- Serie B: 1

Triestina: 1957-1958